# Pier Francesco Morazzone

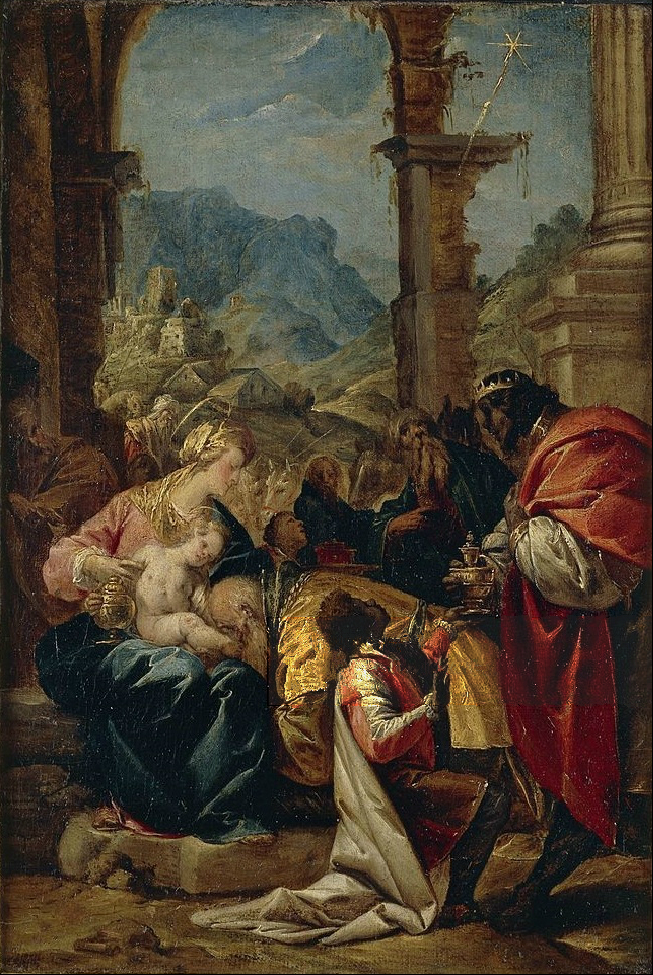
Anbetung der Könige, um 1620, Pinacoteca Ambrosiana, Mailand

Pier Francesco Mazzucchelli, allgemein bekannt als il Morazzone (* 29. Juli 1573 in Morazzone (bei Varese); † um 1625) war ein italienischer Maler und Freskant im Übergang vom Spätmanierismus zum Frühbarock, der unter anderem für seine Malereien in mehreren Sacri Monti der Lombardei bekannt ist.

## Leben
Er war ein Sohn von Cesare di Mazuchi del Tachino und der Ermelina da Fagnano. Sein Künstlername Morazzone leitet sich von seinem Geburtsort ab.
Während seiner Kindheit übersiedelte die Familie nach Rom, wo Pier Francesco seine malerische Ausbildung bei Ventura Salimbeni erhielt. Von seinen römischen Jugendwerken – laut Giovanni Baglione arbeitete er u. a. im Cortile von San Giovanni in Laterano und in der Sakristei des Petersdoms – sind allein die Fresken mit der Anbetung der Könige und der Visitation in einer Kapelle der Kirche San Silvestro erhalten, die er 1596 für Antonio Maria Manzoli, den Bischof von Gravina, malte. Darin zeigt er Einflüsse nicht nur von Salimbeni, sondern auch von Cavalier d’Arpino und Federico Barocci.
1598 verließ er Rom, nachdem er – wahrscheinlich bei einem Streit um eine Frau – einen Alessandro del Rio verwundet hatte und deshalb in einen Prozess verwickelt worden war.
Ab September 1598 war er in Varese, wo er am 13. November Anna Castiglioni heiratete, die aus einer angesehenen Familie stammte und mit der er bis zu ihrem Tode im Jahr 1621 acht Kinder hatte.

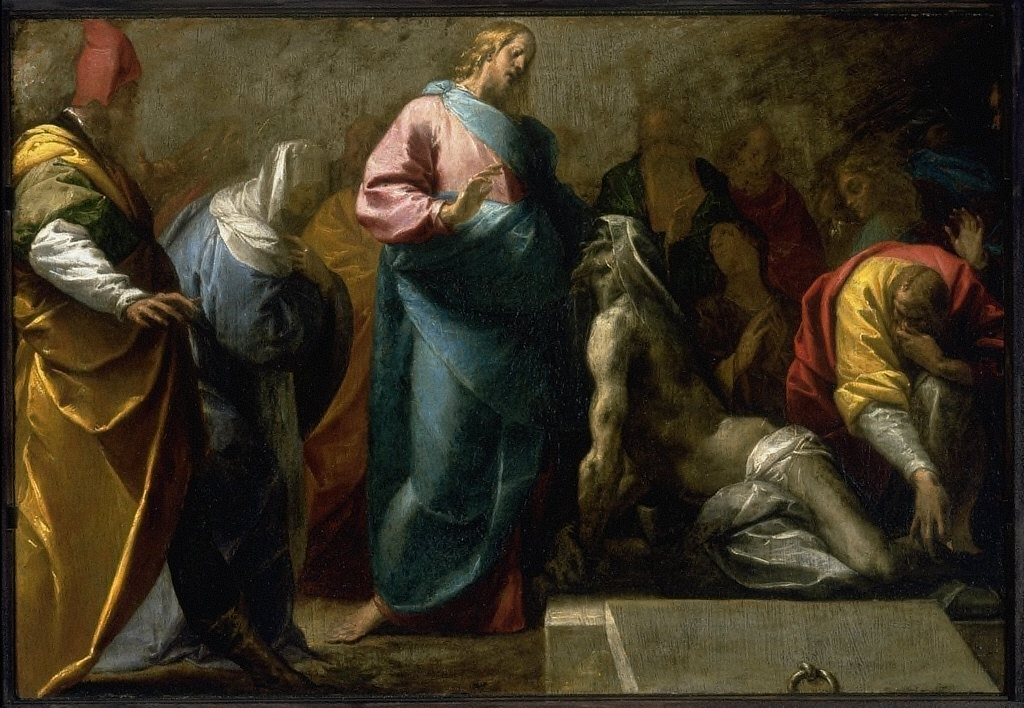
Auferweckung des Lazarus, 1615-20, National Gallery of Canada, Ottawa

Sein wohl erstes Werk in Varese waren Fresken mit einer Marienkrönung und musizierenden Engeln in der Rosenkranzkapelle der Kirche San Vittore (1598-99).
Morazzone stieg bald zu einem der bedeutendsten Maler der Lombardei auf, neben Giulio Cesare Procaccini und Cerano (Giovan Battista Crespi), mit denen er ab 1602 an einem Bilderzyklus über das Leben des Hl. Carlo Borromeo für den Mailänder Dom arbeitete. Morazzone werden dabei die zwei Gemälde Carlo Borromeo verzichtet auf den Kirchenschatz und Begegnung des Hl. Carlo Borromeo mit Emanuele Filiberto von Savoyen zugeschrieben, die er eventuell zusammen mit Paolo Camillo Landriani, gen. il Duchino, malte.
1603 erhielt er den Auftrag für Fresken und sechs Ölbilder über das Leben der Jungfrau Maria in der Collegiata von Arona, der Taufkirche des Hl. Carlo Borromeo.
Bereits im August 1602 hatte er einen Vertrag für Fresken in der Kapelle mit dem Gang auf den Kalvarienberg im Sacro Monte di Varallo unterzeichnet, an denen er bis 1607 arbeitete. Auf Wunsch des Bischofs Carlo Bascapè sollte er diese Bilder ausdrücklich im Stile der 1528 von Gaudenzio Ferrari geschaffenen Fresken in der Kalvarienbergkapelle malen. Seine Malereien mussten außerdem mit den Skulpturen in der Kapelle zu einem harmonischen Gesamtkunstwerk abgestimmt werden. Diese Aufgabe gab Morazzones Kunst, die bis dahin deutlich vom römischen Spätmanierismus beeinflusst war, einen wichtigen Impuls in eine natürlichere Richtung auf der Basis der lombardischen Tradition. Auch entwickelte er eine starke Ausdruckskraft. Im Sacro Monte di Varallo malte er später auch die Fresken in den Kapellen des Ecce Homo (1610) und der Verurteilung Jesu (1610–1616). Seine Arbeit in Varallo endete nach einem Streit, in dessen Folge man ihm den jungen Tanzio da Varallo vorzog.
Die Jahre etwa zwischen 1608 und 1615 waren die fruchtbarsten seiner ganzen Karriere. Neben den Fresken im Sacro Monte di Varallo malte er 1608–1609 auch die Kapelle der Geißelung im Sacro Monte di Varese aus und schuf 1616–1617 die Fresken in der elften Kapelle (Institution der Portiuncola) im Sacro Monte di Orta, bei denen Einflüsse der lombardischen und venezianischen Tradition sichtbar sind, besonders von Pordenone und Paolo Veronese.
Morazzone arbeitete auch mehrfach für Carlo Emanuele I. von Savoyen, nachdem er im Jahr 1608 bei den Festdekorationen zur Hochzeit von Margherita und Isabella von Savoyen mit den Herzögen von Mantua und Modena mitgewirkt hatte.
Daneben malte er eine ganze Reihe von Werken für Kirchen in Como und Umgebung, die er teilweise der Protektion des dortigen Bischofs Quintilio Lucini Passalacqua verdankte, darunter das Banner des Hl. Abbondio im Dom zu Como (1608).
All diese (und andere) Aufträge konnte er nur mithilfe seiner gut funktionierenden Werkstatt bewältigen. Mittlerweile hatte Morazzone den Höhepunkt der Anerkennung erreicht. Der Dichter Giovan Battista Marino verglich ihn in seinem Tempio panegirico di Maria de’ Medici (Lyon, 1615, S. 105) mit dem „unsterblichen Apelles“ („immortale, Apelle Insubro“), und erwähnte zwei Bilder von Morazzone in seiner Galeria (Venedig, 1620). Auch Girolamo Borsieri erwähnte den Maler in seinem Supplemento alla nobiltà di Milano von 1619.
Zu einem nicht bekannten Zeitpunkt, eventuell um 1617, malte Morazzone gemeinsam mit Cerano und Giulio Cesare Procaccini das berühmte sogenannte „Bild der drei Hände“ („quadro delle tre mani“), eine Darstellung des Martyriums der Hl. Rufina und Seconda, das sich heute in der Pinacoteca di Brera in Mailand befindet. Von Morazzone sind die Figuren im Zentrum mit dem Henker, einem Pagen und einem Engel mit Palme; Procaccini malte die Hl. Rufina mit dem Engel im Vordergrund rechts; von Cerano sind der Cavalier im Hintergrund, und die enthauptete Seconda mit einem Engel und einem Hund unten links.

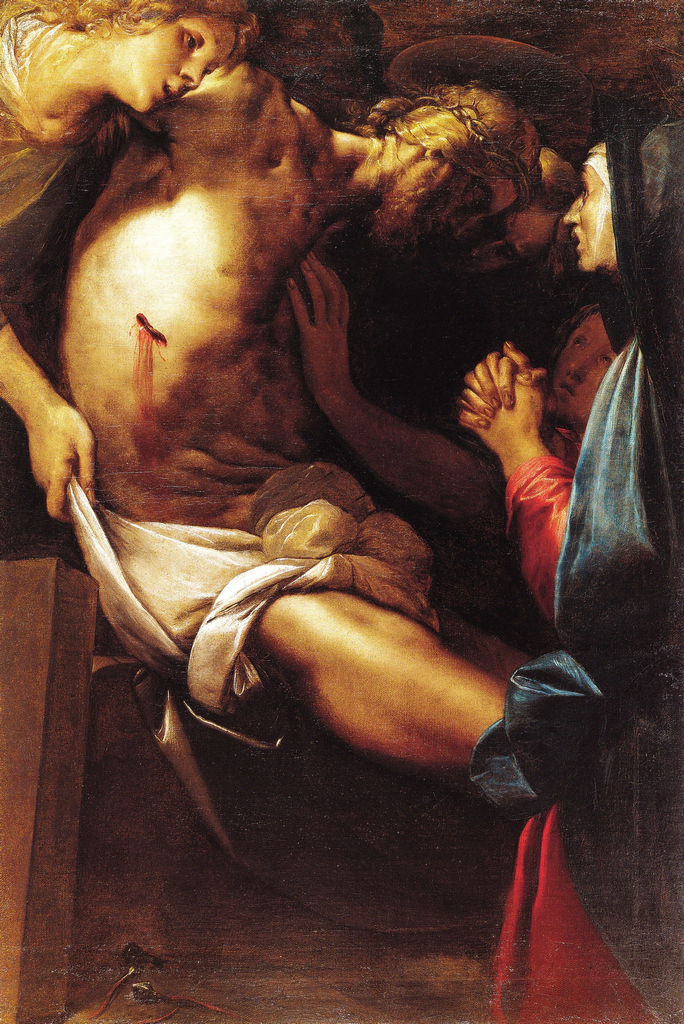
Grablegung Christi, 1616–1620, Collezione Koelliker, Mailand

Zu Morazzones Hauptwerken zählen auch die 1620 fertiggestellten Fresken in der Cappella della Buona Morte in der Kirche San Gaudenzio von Novara, die er komplett mit Malereien über das Thema Memento mori und mit einem spektakulären Jüngsten Gericht ausmalte.
1622 für Carlo Emanuele I von Savoyen geschaffene Malereien im Castello di Rivoli gingen tragischerweise 1691 bei einem Brand verloren. Um dieselbe Zeit malte er auch die sogenannte Honigmadonna (Madonna del miele) in der Galleria Sabauda (Turin), von der es mehrere Repliken gibt.
1623 hielt er sich am Hofe des Herzogs Ferdinando Gonzaga in Mantua auf, aber aus einem Brief des Malers vom 29. März geht hervor, dass er schon seit September 1622 massive gesundheitliche Probleme hatte und deshalb ein bei ihm bestelltes Bild der Hochzeit zu Kana nicht mehr ausführen konnte. Trotzdem folgte er noch im Jahr 1623 einem Ruf nach Piacenza, wo er die Kuppel des Domes ausmalen sollte. Er musste jedoch nach den beiden ersten Bildern der Propheten David und Jesaja aufhören, und der Auftrag für die Kuppeldekoration wurde 1626 endgültig an Guercino (Giovanni Francesco Barbieri) übergeben.
Der genaue Zeitpunkt und Ort des Todes von Pier Francesco Morazzone sind nicht bekannt, laut Baglione soll er in seinem Geburtsort gestorben sein.

## Bildergalerie

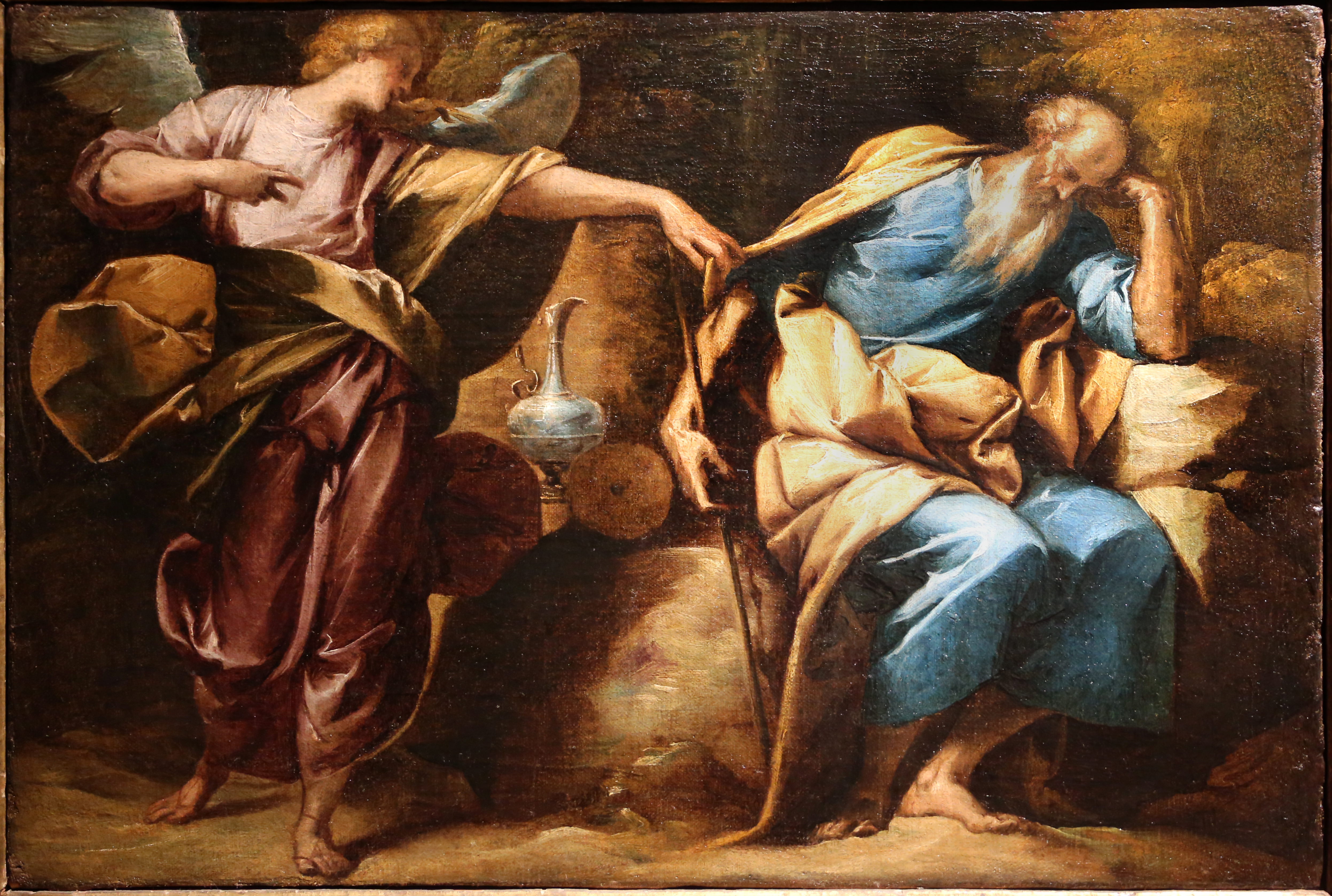
Traum des Elias, Museo diocesano, Mailand
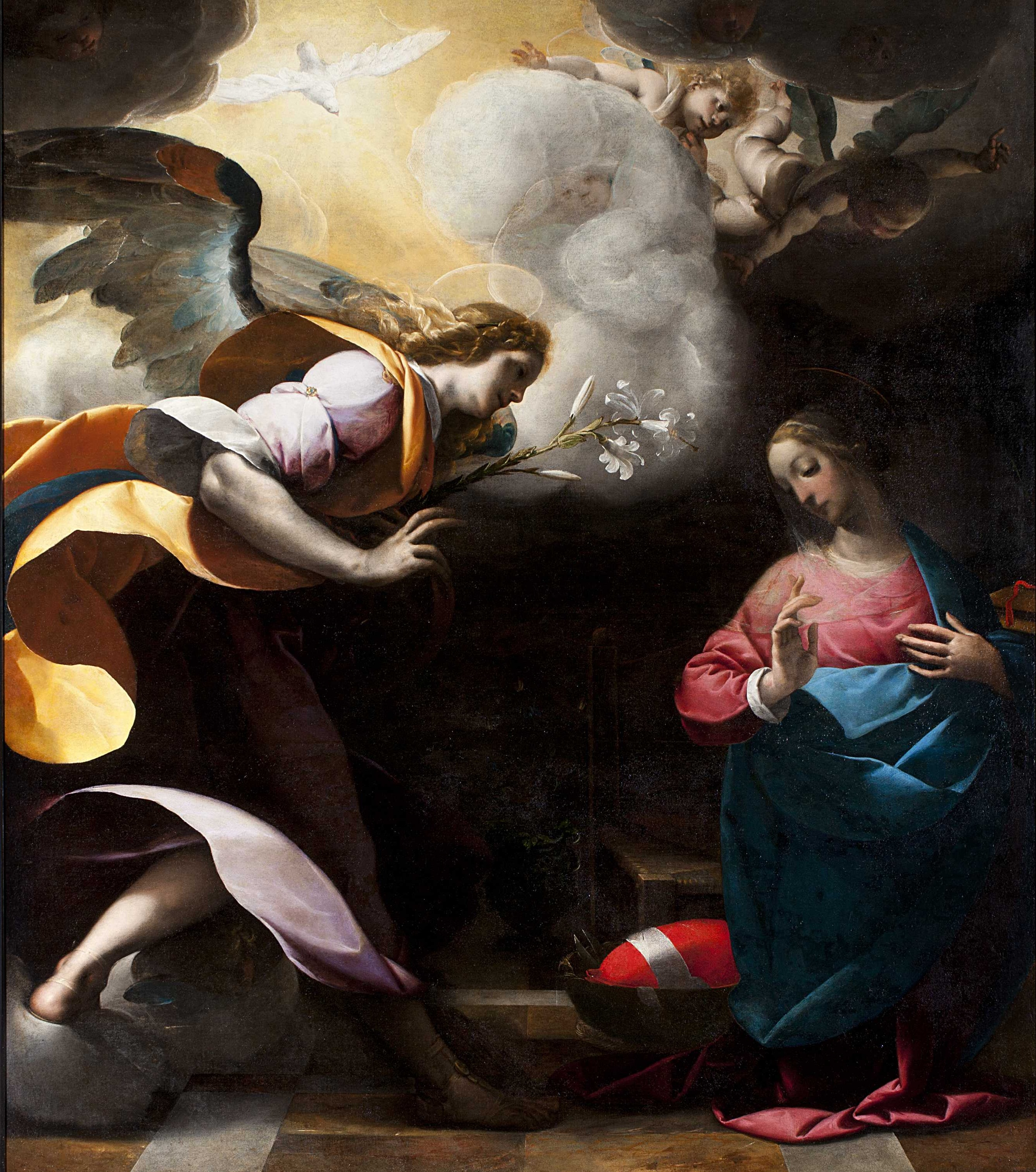
Verkündigung, 1607-17, Fondazione IRCCS Ca' Granda, Mailand
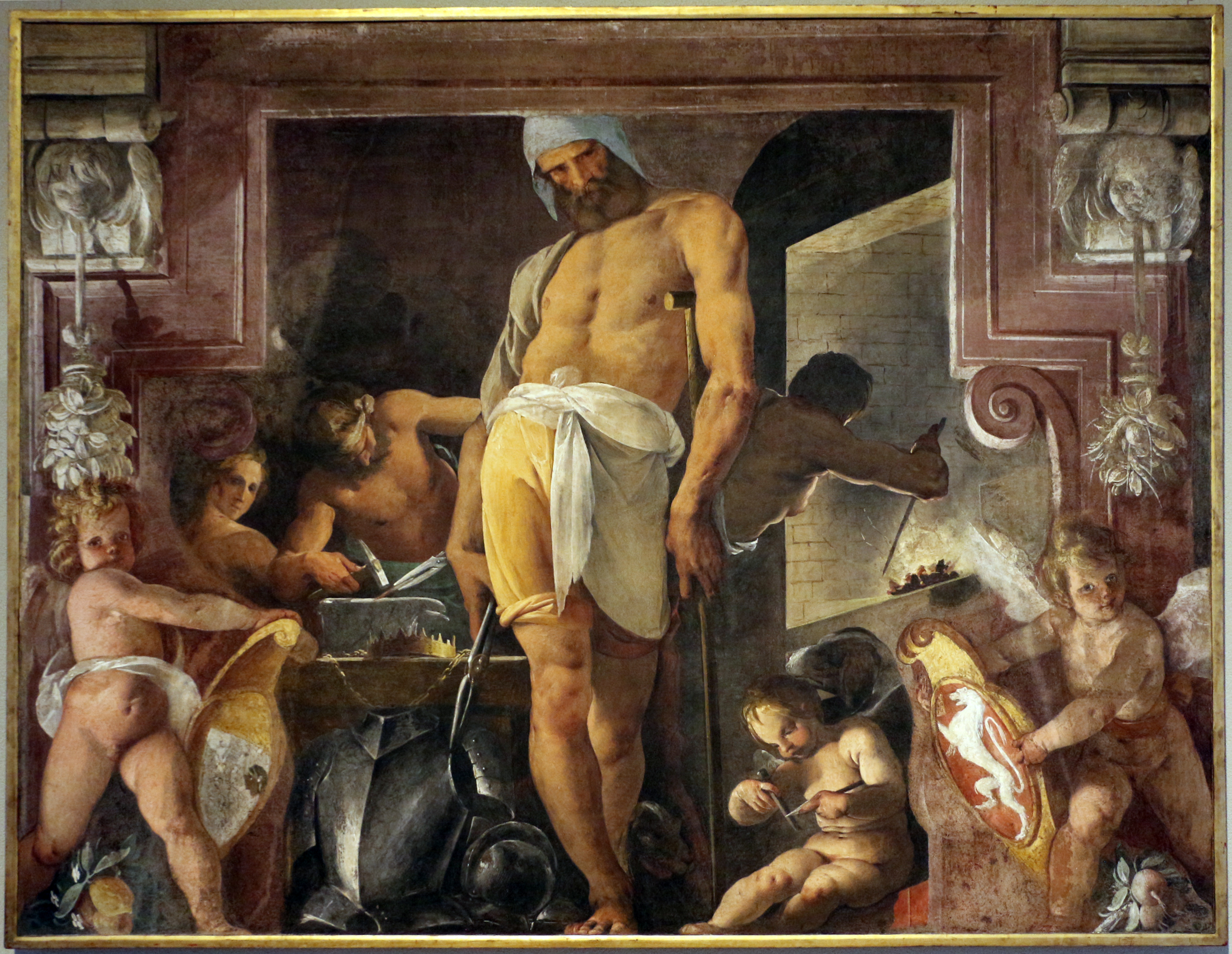
Die Werkstatt des Vulkan (Fresko), Pinacoteca del Castello Sforzesco, Mailand
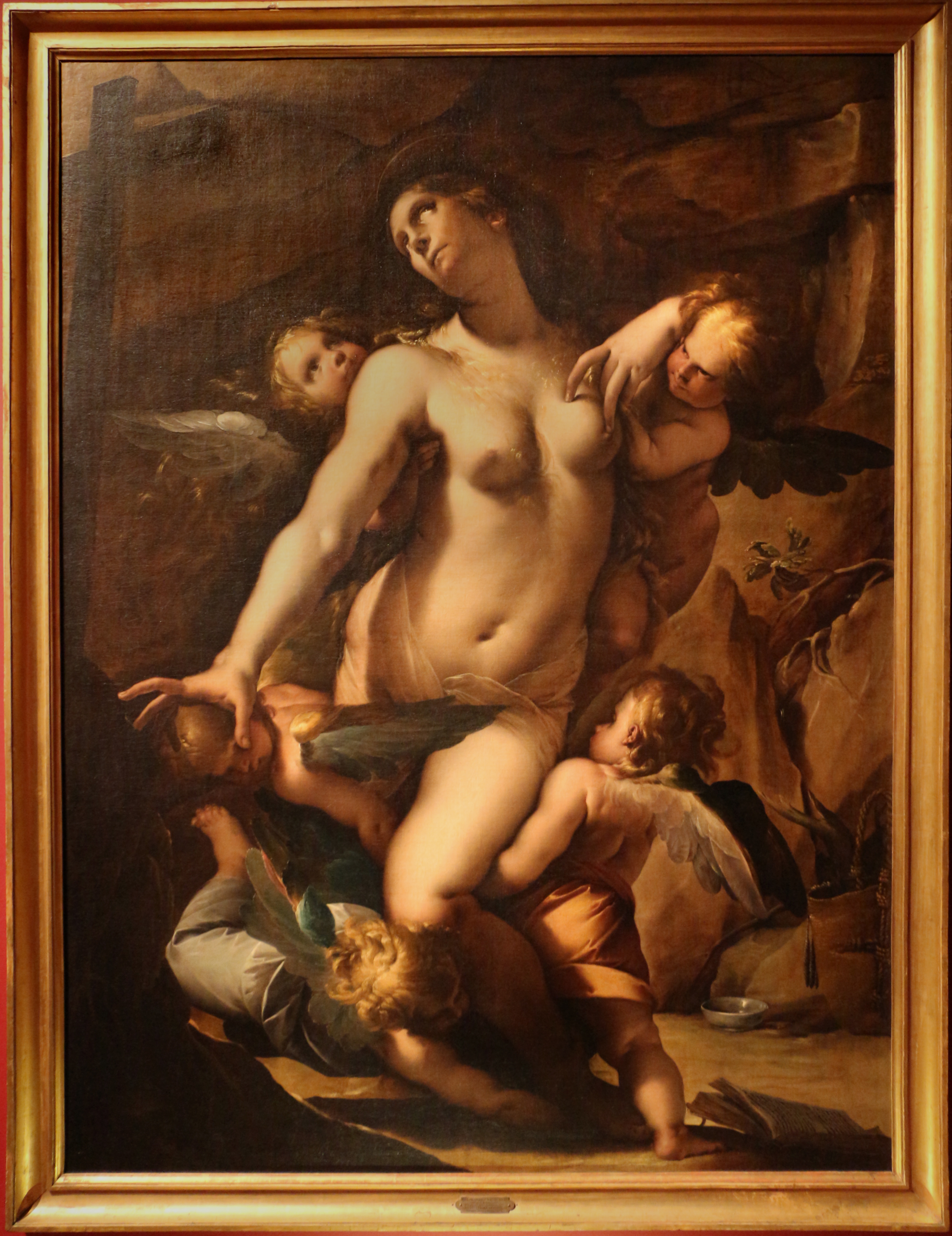
Maria Magdalena von Engeln getragen, Fondazione Cavallini Sgarbi
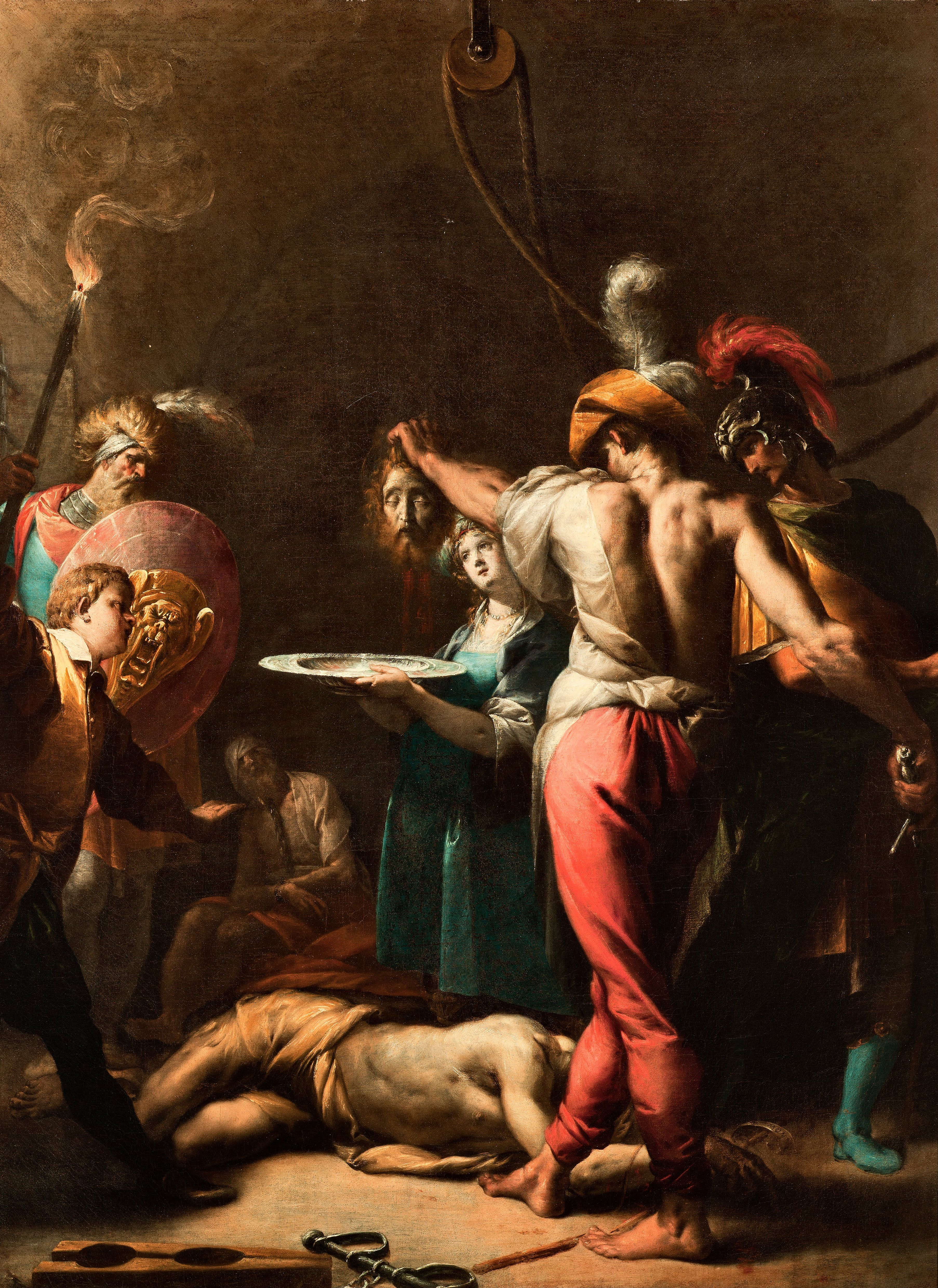
Enthauptung des Täufers, ca. 1620, Musei di Strada Nuova, Genua
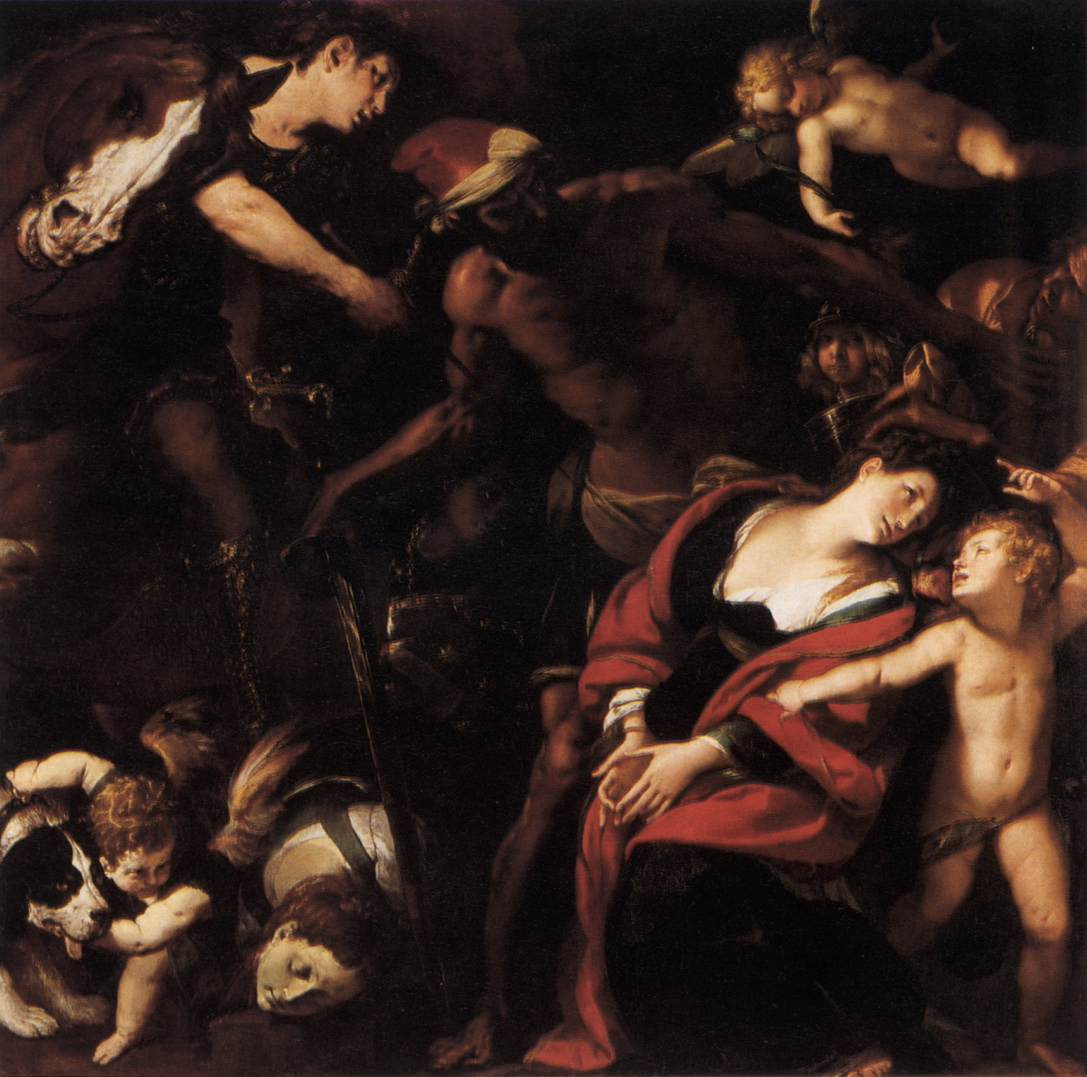
G. C. Procaccini, Cerano & Il Morazzone: Martyrium der Hl. Rufina und Seconda („Bild der drei Hände“), Pinacoteca di Brera, Mailand

## Werke (Auswahl)
- Anbetung der Könige und Visitation, Fresken in der Cappella della Concezione der Kirche San Silvestro (?), Rom, 1596
- Marienkrönung und musizierende Engel, Fresken in der Rosenkranzkapelle der Kirche San Vittore, Varese, 1598–99 und 1617
- Der Hl. Carlo Borromeo verzichtet auf den Kirchenschatz und Begegnung des Hl. Carlo Borromeo mit Emanuele Filiberto von Savoyen, Mailänder Dom, 1602
- Fresken im  Sacro Monte di Varallo:
  - in der Kalvarienbergkapelle, 1602–1607
  - in der Kapelle des Ecce Homo, 1610
  - in der Kapelle der Verurteilung Jesu, 1610–16
- Fresken und Ölgemälde in der Collegiata von Arona, um 1603
- Pfingsten (Deckengemälde), Pinacoteca del Castello Sforzesco, Mailand, 1605
- das Marchesato di Susa, Galleria Sabauda, Turin
- das Banner des Hl. Abbondio, Dom von Como, 1608
- Fresken im Sacro Monte di Varese:
  - in der Kapelle der Geißelung, 1608–09
- Maria Magdalena, San Vittore, Varese, 1611
- Anbetung der Könige, Sant’Antonio Abate, Mailand, ca. 1610
- Caritas, Chiesa della Carità, Como, 1608–10 (für Giovan Pietro Odescalchi)
- Stigmatisation des Hl. Franziskus und Kain und Abel (urspr. in der Villa des Abtes Marco Gallio in Borgo Vico), Sakristei der Mansionari von Como, 1609–10
- vierteiliger Marienzyklus in der Cappella della Cintura in Sant’Agostino, Como, 1612
- 5 biblische Szenen als Allegorien der 5 Sinne (Öl auf Kupfer), Dekor im Büro des Bischofs Passalacqua, Como, 1613
- Dekoration der Sankt-Georgs-Kapelle im Santuario di Rho, 1614
- Fresken und Ölgemälde in den Kapellen der Hl. Rochus und Carlo in der Collegiata di San Bartolomeo, Borgomanero, 1612 bis 1620
- Fresken in der Kapelle XI (Institution der Porziuncola) im Sacro Monte di Orta, 1616–1617
- Bethlehemitischer Kindermord, Museo diocesano, Mailand, nach 1616
- Rosenkranzmadonna mit den Hl. Dominikus und Katharina von Siena, Certosa di Pavia, 1617
- Fresken in der Kirche Sant’Ambrogio Olona (bei Varese), um 1617 (schlecht erhalten)
- „Bild der drei Hände“ („quadro delle tre mani“): Martyrium der Hl. Rufina und Seconda, Pinacoteca di Brera, Mailand, um 1617 (?) (zusammen mit Cerano und Giulio Cesare Procaccini)
- Jüngstes Gericht und andere Fresken in der Cappella della Buona Morte in San Gaudenzio, Novara, 1620
- Honigmadonna (Madonna del Miele), Galleria Sabauda, Turin, ca. 1622
- die Propheten David und Jesaia, Fresken im Dom von Piacenza, 1623–25 (?)